# Mózes Magda
Mózes Magda (Konop, 1923. január 31. – Kolozsvár, 1991. december 16.) magyar orvos, laboratóriumi főorvos, orvosi szakíró, Mózes Pál testvére.

## Élete
A kolozsvári Református Leánygimnáziumban érettségizett (1942), orvosi diplomát a Bolyai Tudományegyetemen szerzett (1948). A Marosvásárhelyi Orvosi és Gyógyszerészeti Egyetem alkalmazottja, 1958-tól a kórélettani tanszék vezetője, 1963-tól az orvostudományok kandidátusa, 1964-től laboratóriumi főorvos, 1970-től előadótanár nyugalomba vonulásáig (1983). Éveken át a Revista Medicală – Orvosi Szemle szerkesztőségi titkára.
Első írását az Erdélyi Múzeum-Egyesület Orvosi Értesítője közölte (1947). Az Orvosi Szemle, Buletinul Științelor Medicale, Studii și Cercetări Științifice, Budapesten az Acta Physiologica Hungarica,  Az Aids, Kibernetika hasábjain jelentek meg reflexológiával, a belső elválasztású mirigyek működésével, a szervezet ásványi anyagcseréjével mind kísérletileg, mind gyakorlatilag foglalkozó tudományos dolgozatai. Oroszból lefordította A. A. Markoszjan Élettan (1954) című munkáját férje szerint viselt Fugulyán Magda néven. Ismeretterjesztő cikkeit az Utunk, A Hét, Brassói Lapok, TETT közölte, kiemelkedik Fronttünetek – üzemzavar c. írása (TETT, 1978/3). Számos OGYI-jegyzet társszerzője.

## Művei
- Kórélettani gyakorlati jegyzet (kőnyomatos, Mv. 1955, 1956, 1959)
- Kórélettani jegyzet (kőnyomatos, Mv. 1979, 1980)